# Klamydia
Klamydia — финская панк-рок-группа из Вааса (Похьянмаа), основанная в 1988 году. История у неё длинная и интересная. За годы существования в её составе сменилось множество музыкантов, а ритм выпуска альбомов был бешеным — почти по одному альбому в год. Всего группа записала более 450 песен. Klamydia всегда славилась своим чувством юмора: тексты у них по большей части шутливые и порой грубоватые, хотя встречаются и серьёзные песни о социальных проблемах, семейной жизни, любви и ностальгии по детству, а также активной концертной деятельностью. Единственный участник, оставшийся с самого начала, — это вокалист Веску (Веса) Йокинен. Название дали группе  — в честь одноимённой половой болезни. На протяжении более трёх десятилетий Klamydia остаётся одной из самых популярных и коммерчески успешных панк-групп Финляндии.

## История
Группа была образована в 1988 году в Вааса. Название группы означает хламидия или хламидиоз; по словам музыкантов, такое название было выбрано потому, что «ничего хуже они не могли придумать». Cостав группы менялся не раз. В общей сложности поучаствовало одиннадцать разных музыкантов. Первоначальный вокалист – Арто «Ари» Ахо (прозвище «Apa») – в первые месяцы заложил основу группы: его пьяные истории во многом способствовали рождению коллектива и определили характер раннего творчества. Ари Ахо быстро потерял интерес к группе – он ушёл после нескольких репетиций – и его «временно» заменил Веса Йокинен, но заменой эта замена так и осталась навсегда. Веса стал и вокалистом, и гитаристом коллектива (что продолжалось до 1991 года), и с тех пор остаётся единственным участником, пришедшим в группу изначально.
Весной 1989 года Klamydia выпустила свой первый диск – семидюймовый EP «Heja grabbar». Звучание ранних записей было порой необычайно агрессивным и близким к хардкор-панку (HC-punk). Тем не менее в основе стиля группы уже тогда лежал характерный для неё панк с финским колоритом.
В 1992 году участники группы создали собственный лейбл Kråklund Records, чтобы удобнее было выпускать свою музыку. Эта затея окупилась сполна. Уже в 1993 году их альбом «Masturbaatio ilman käsiä» взлетел на вторую строчку финского хит-парада — первый заметный успех. Дальнейшие годы принесли группе всё новые достижения: в 2007-м вышел альбом «Klamydia», тоже достигший второй позиции, а в 2009-м сборник «Rujoa taidetta» и вовсе ворвался на первое место. В сентябре 2011-го новый альбом «Loputon luokkaretki» опять возглавил чарт.
В 2001 году город Вааса присудил группе Klamydia свою культурную премию, что вызвало оживлённые споры о том, достойна ли этого «такого рода команда». Многие возмущённо отмечали, что давать награду сквернословной группе – весьма сомнительная идея. Самих же участников это в основном развеселило: Веса Йокинен иронично отнёсся к шуму вокруг премии, назвав всю шумиху лишь хорошей рекламой для группы.
Критики по большей части никогда особенно не щадили Klamydia, но у группы есть верная армия поклонников, которая обеспечивает ей стабильные продажи. Общее число проданных альбомов Klamydia в Финляндии превысило 700 000 – внушительная цифра для страны с относительно небольшим населением. Многие их синглы и альбомы получили золотые и платиновые сертификаты. Например, золотыми стали сингл «Onnesta soikeena» и альбомы «Masturbaatio ilman käsiä», «Tippurikvartetti», «Klamydia», «XXV», «Loputon luokkaretki» и другие.
В марте 2024 года группа объявила о пополнении состава: официальным участником и вторым гитаристом стал Саму «Силтту» Силланпя.

## Творчество, стиль, влияние
Кроме чисто музыкальной деятельности, Klamydia занималась и благотворительностью. Так, доходы от продажи сингла «Suomi on sun» («Финляндия — твоя земля») были целиком переданы фонду ветеранов финских войн.
Музыкальными кумирами участников Klamydia традиционно называются группы Ramones, Misfits и Motörhead, а тексты песен обычно полны чёрного юмора. Наиболее частые темы в лирике – это алкоголь и сексуальные мотивы, но в репертуаре находят место и социальные, политические сюжеты, а также лирические песни о любви и родном городе. Klamydia с гордостью стояла за каждым своим альбомом, несмотря на то, что со временем музыкальный стиль группы заметно расширился: от острого панк-рока до традиционного «suomirock» (финского рока в более мягком варианте).
Группа также записала множество кавер-версий песен других исполнителей, охватывая широкий спектр жанров и авторов.
Помимо Klamydia Веску выступал в коллективах Kylähullut и «Vesku Jokinen & Sundin pojat».

## Состав и галерея

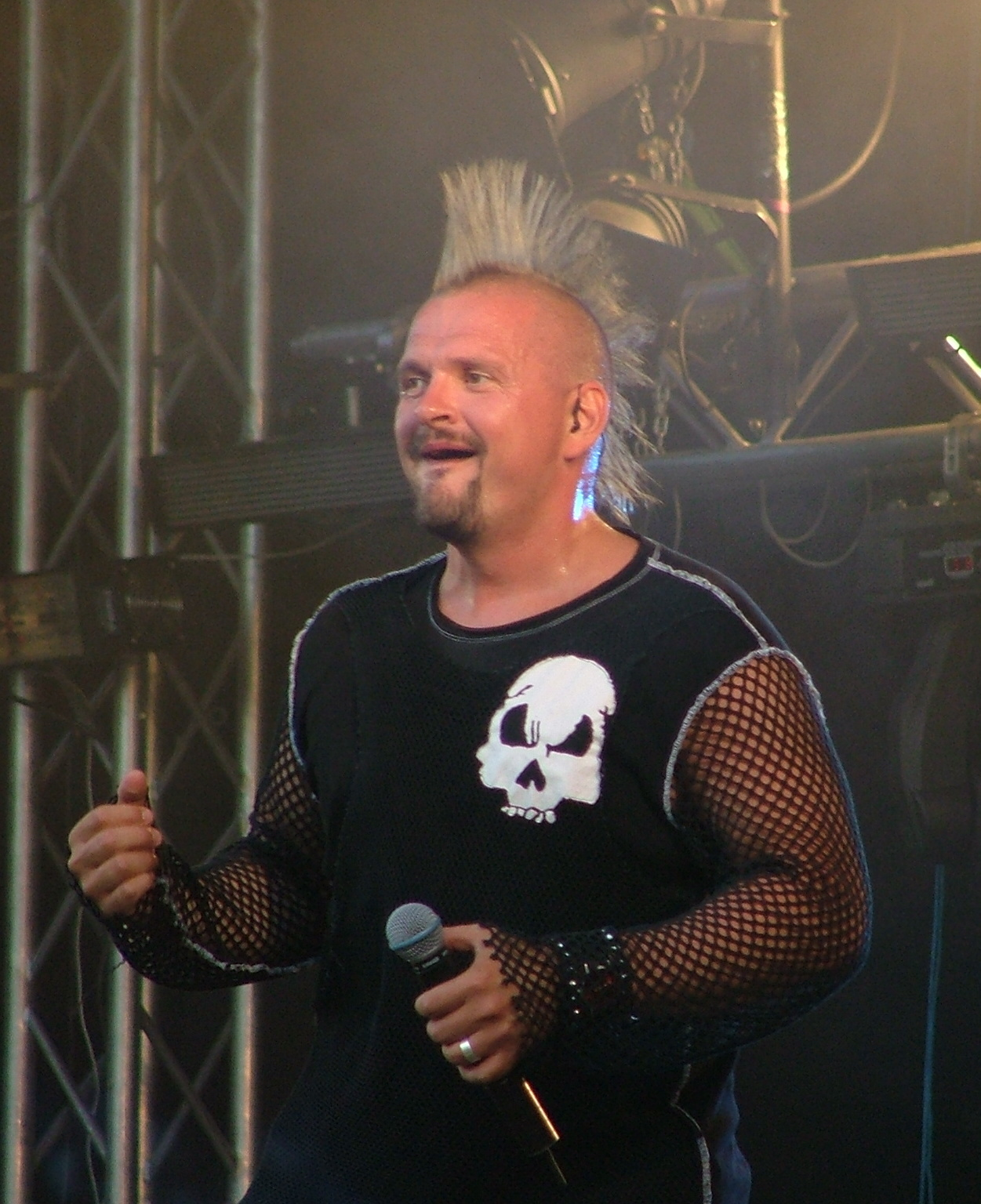
Веса ”Веску” Йокинен (вокал 1988-нынешнее время)
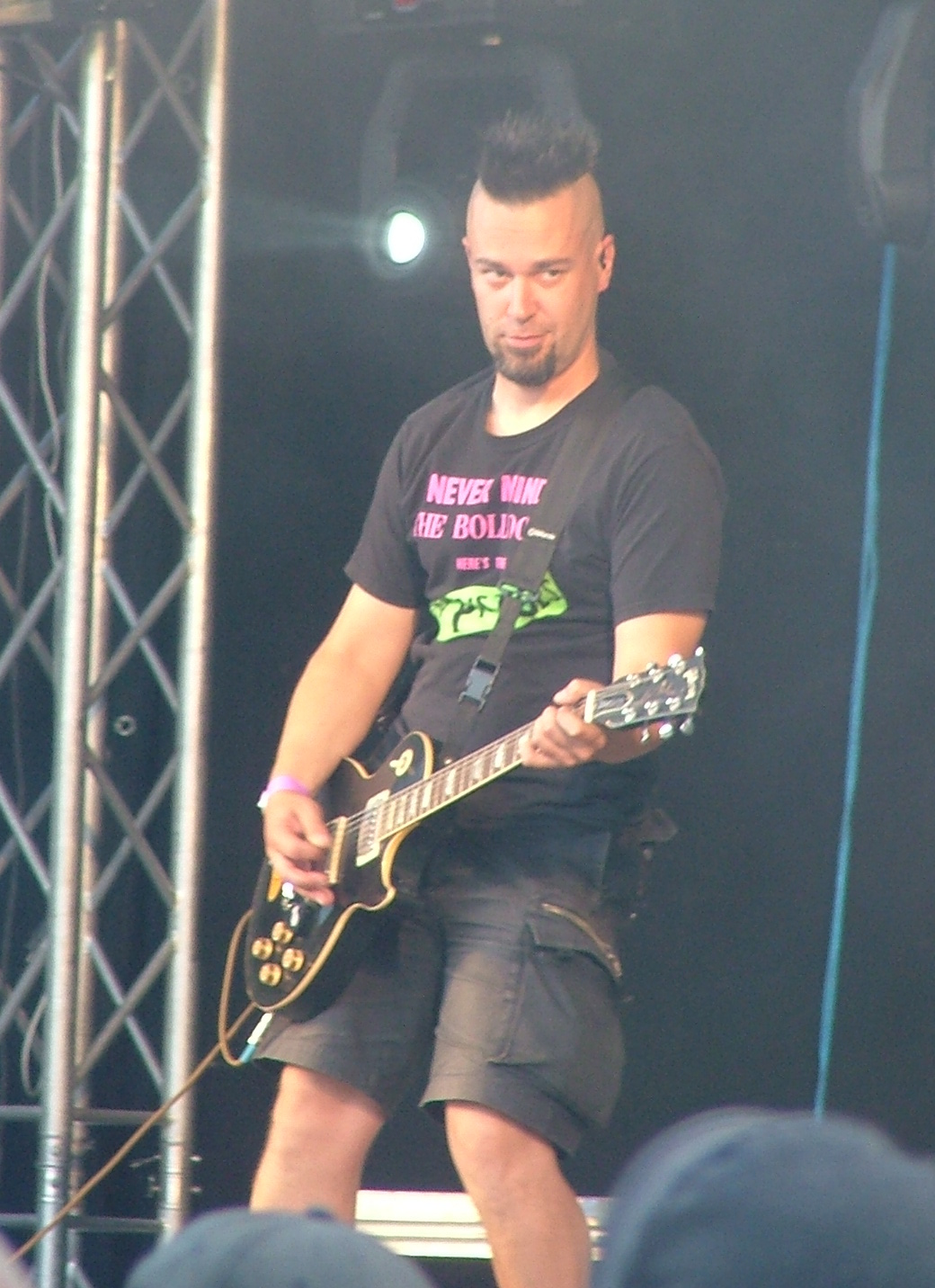
Яри ”Якке”/”Шитси” Хелин (гитара 1991-нынешнее время)
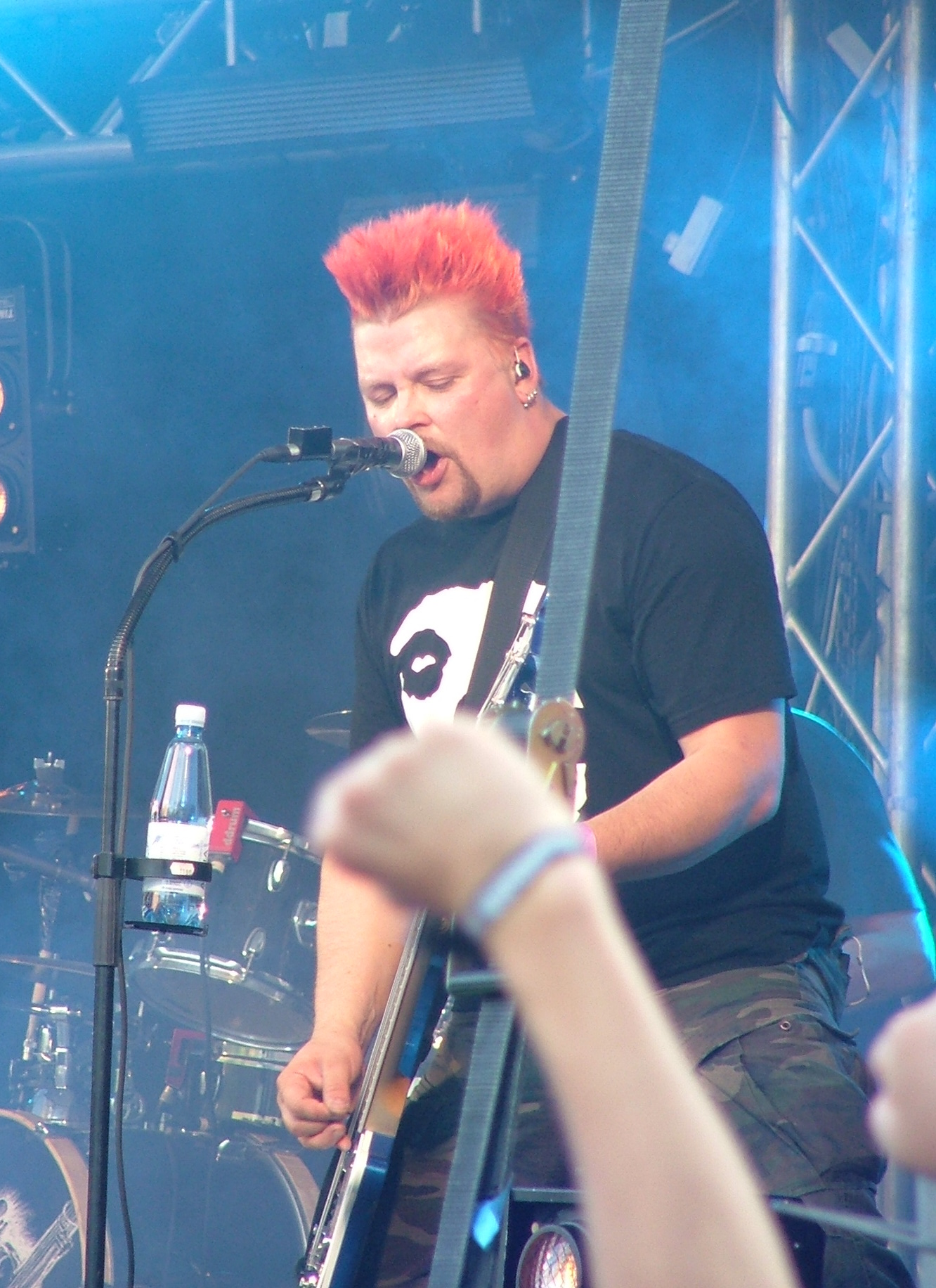
Сами ”Севери” Кохтамяки (бас-гитара 2000-нынешнее время)
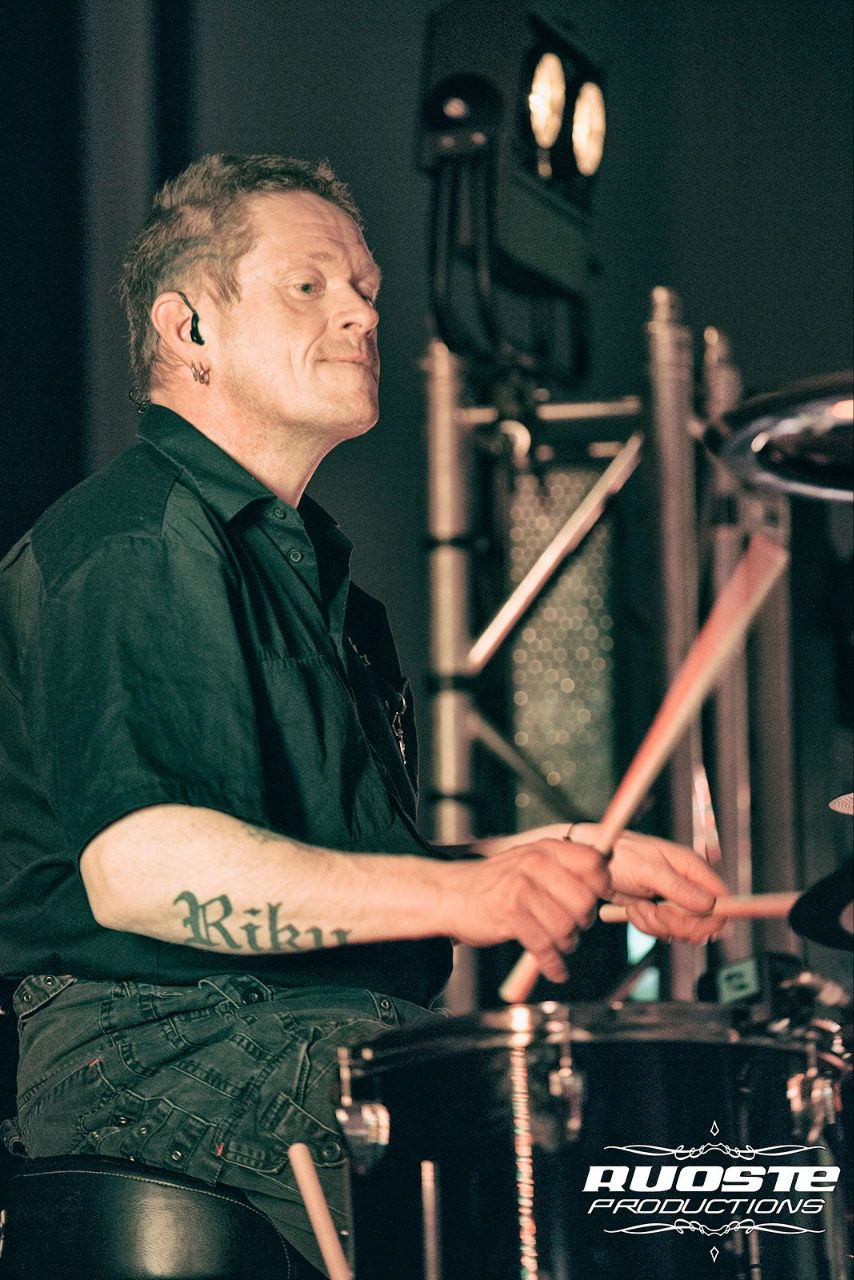
Рику Пуртола (барабан 1990-2019)
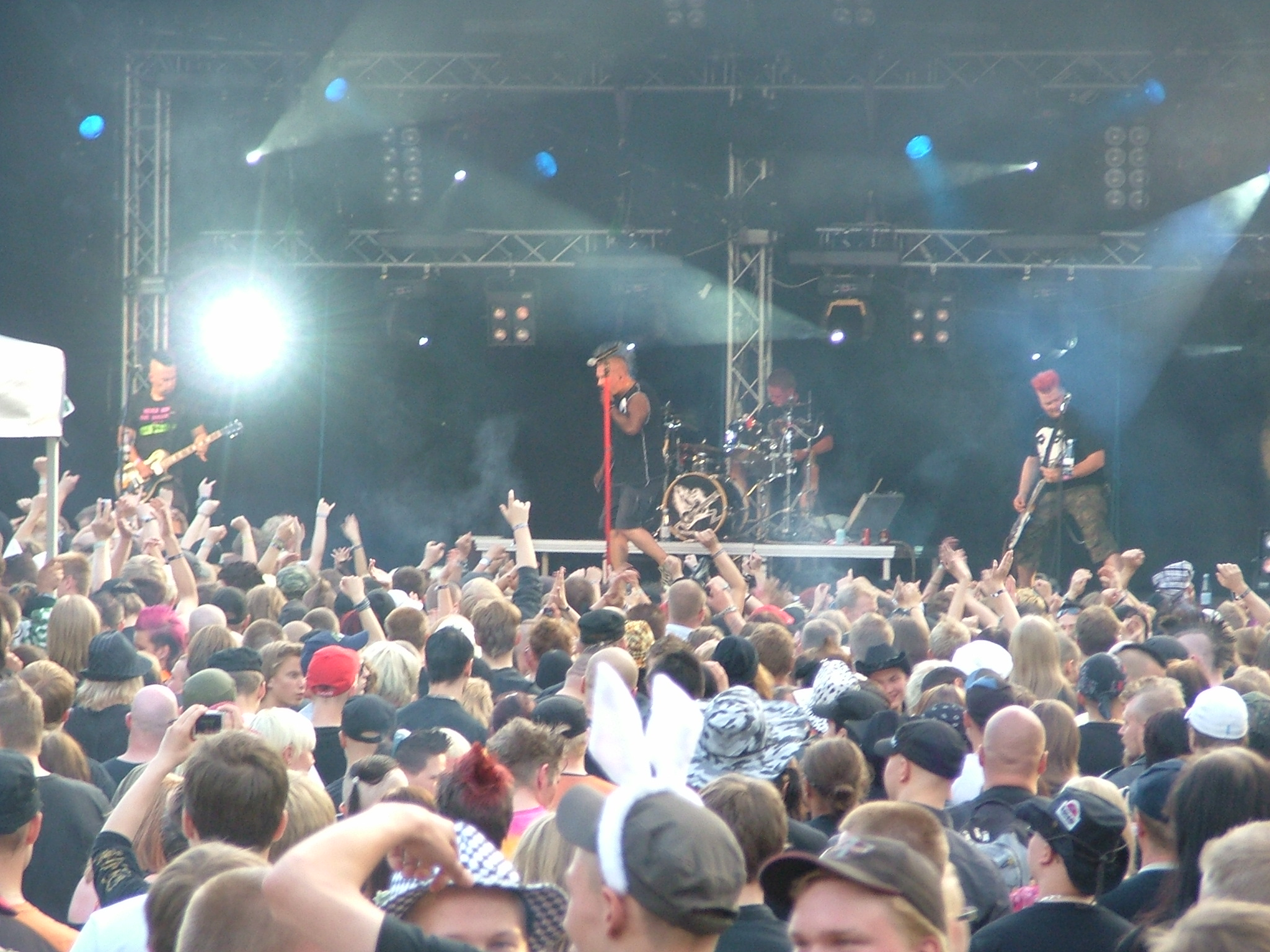
Состав группы 2000 - 2019
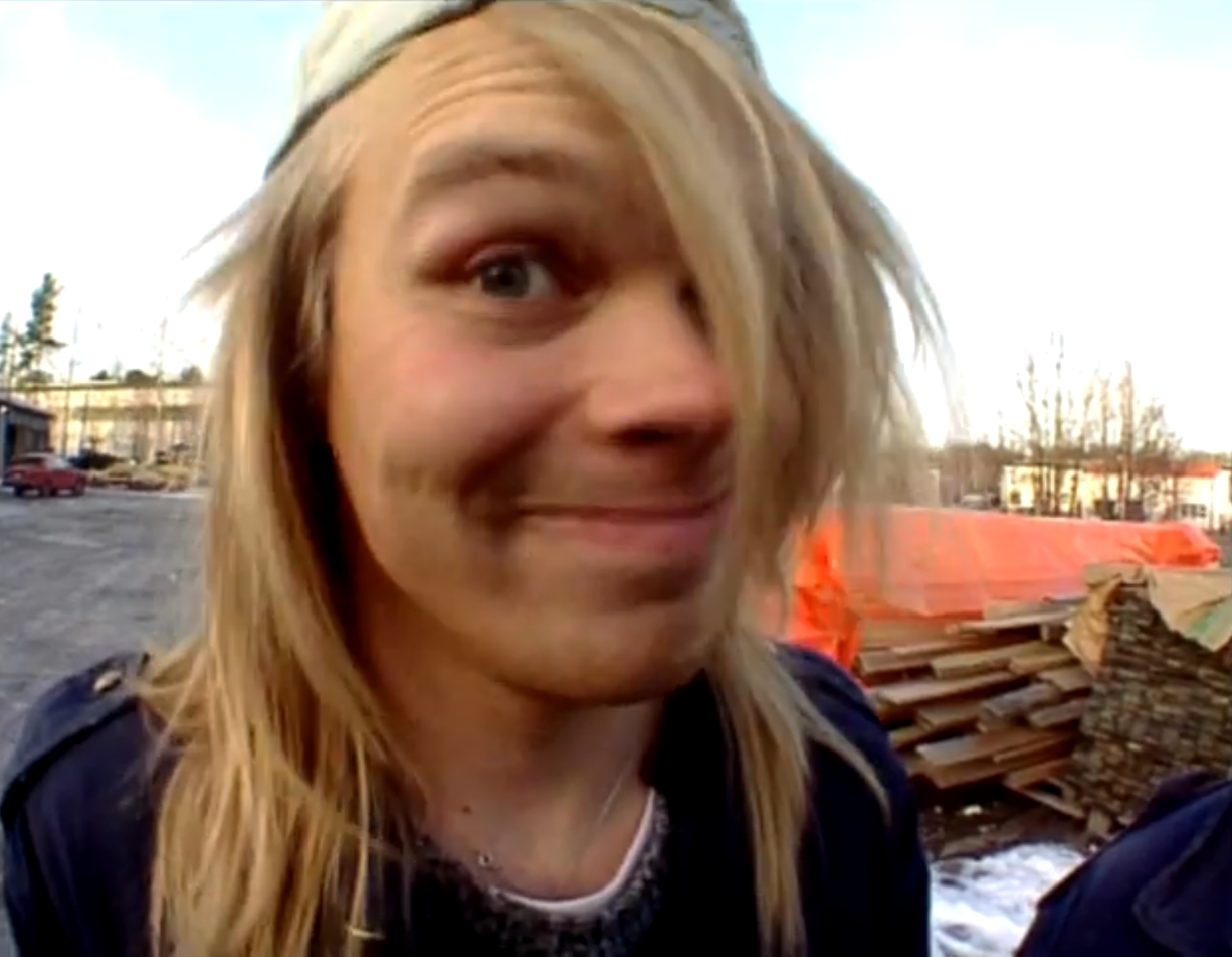
Марко "Вуокко" Вуоримаа (гитара 1990-1995)
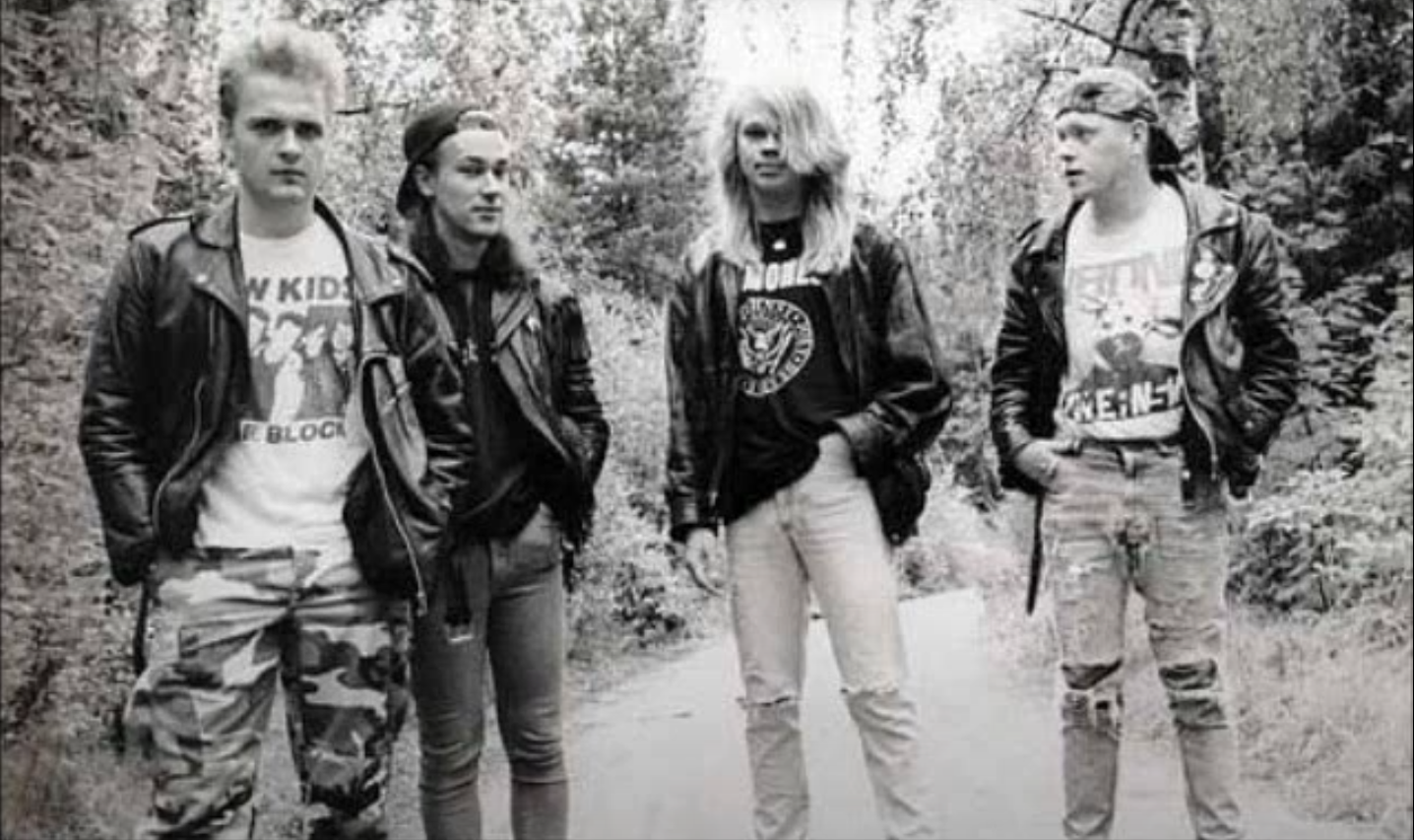
Состав группы (1991-1995)
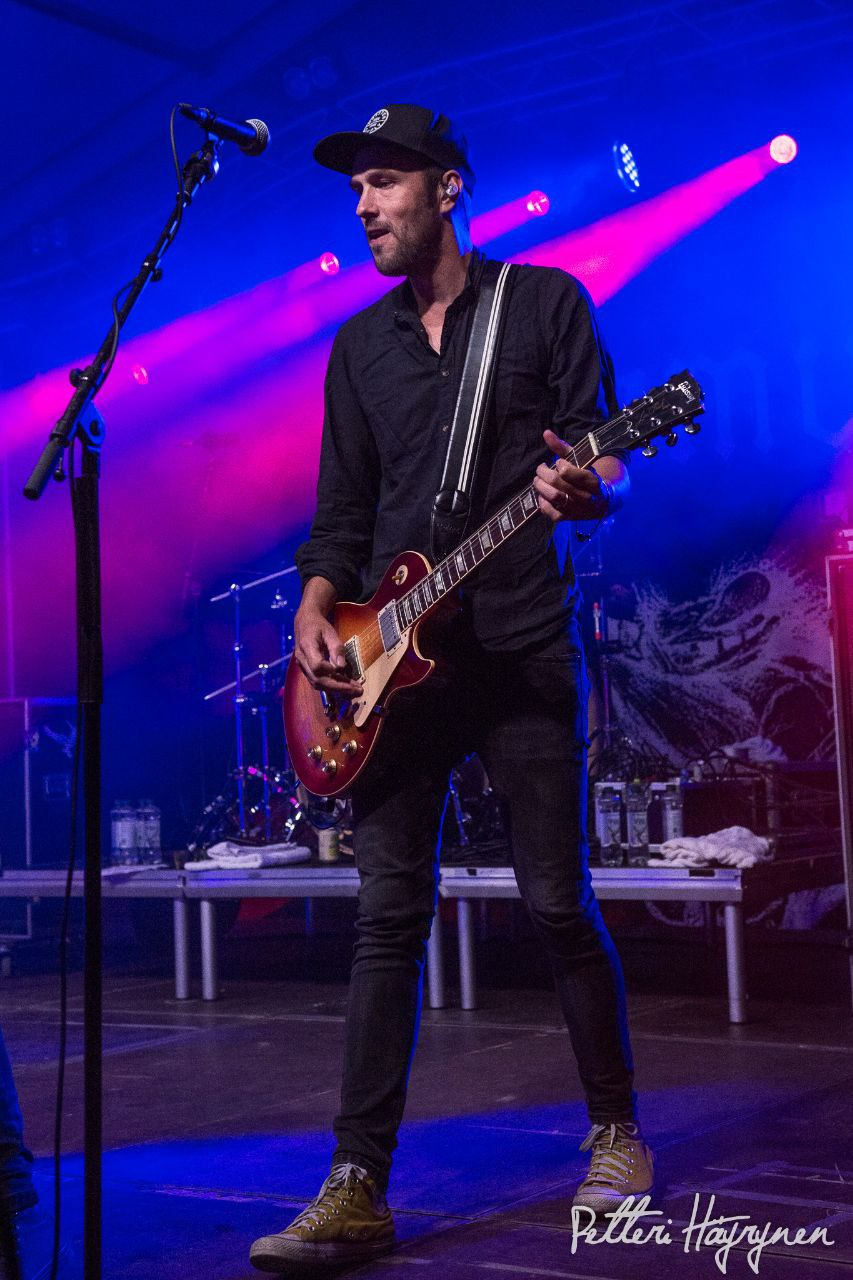
Саму «Силтту» Силланпяя (Гитара 2024-нынешнее время)
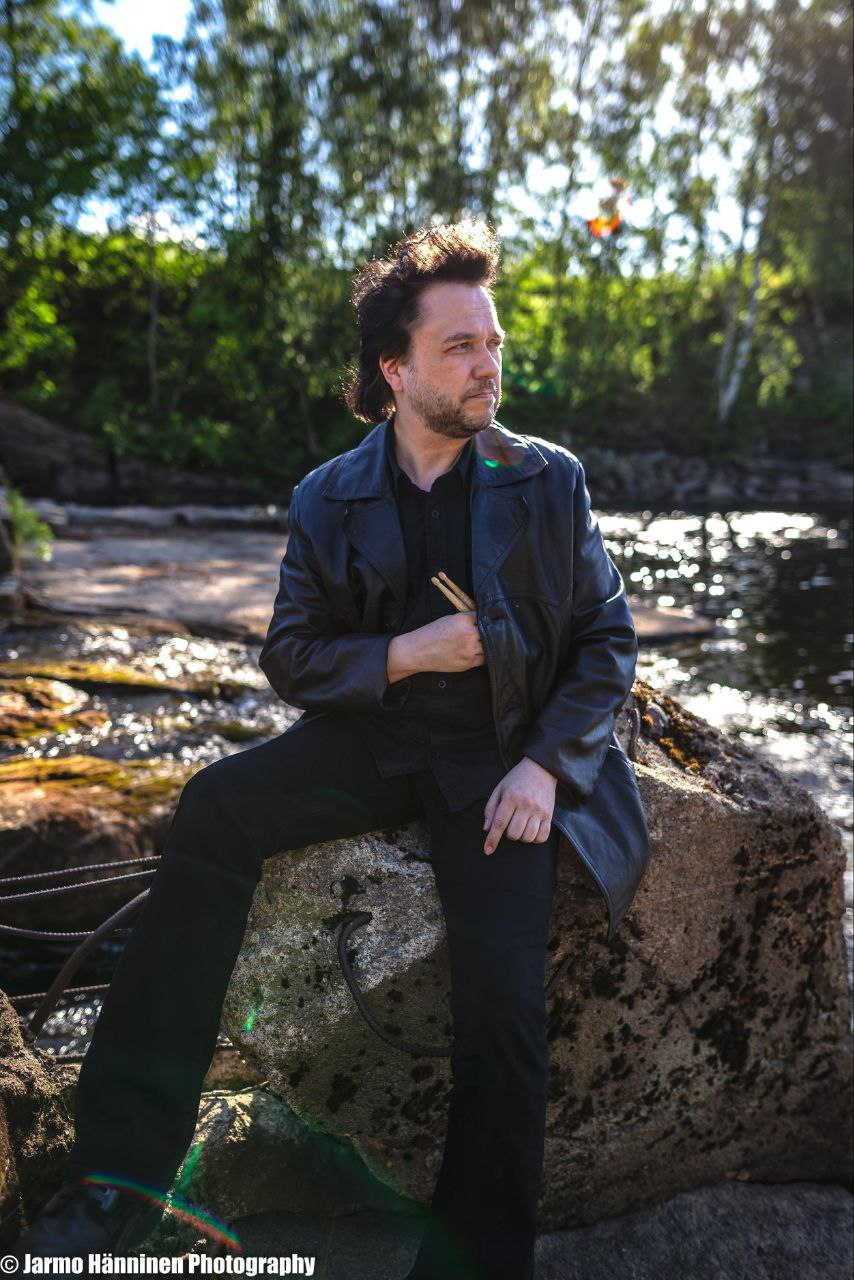
Паси Хелин (2019-нынешнее время)
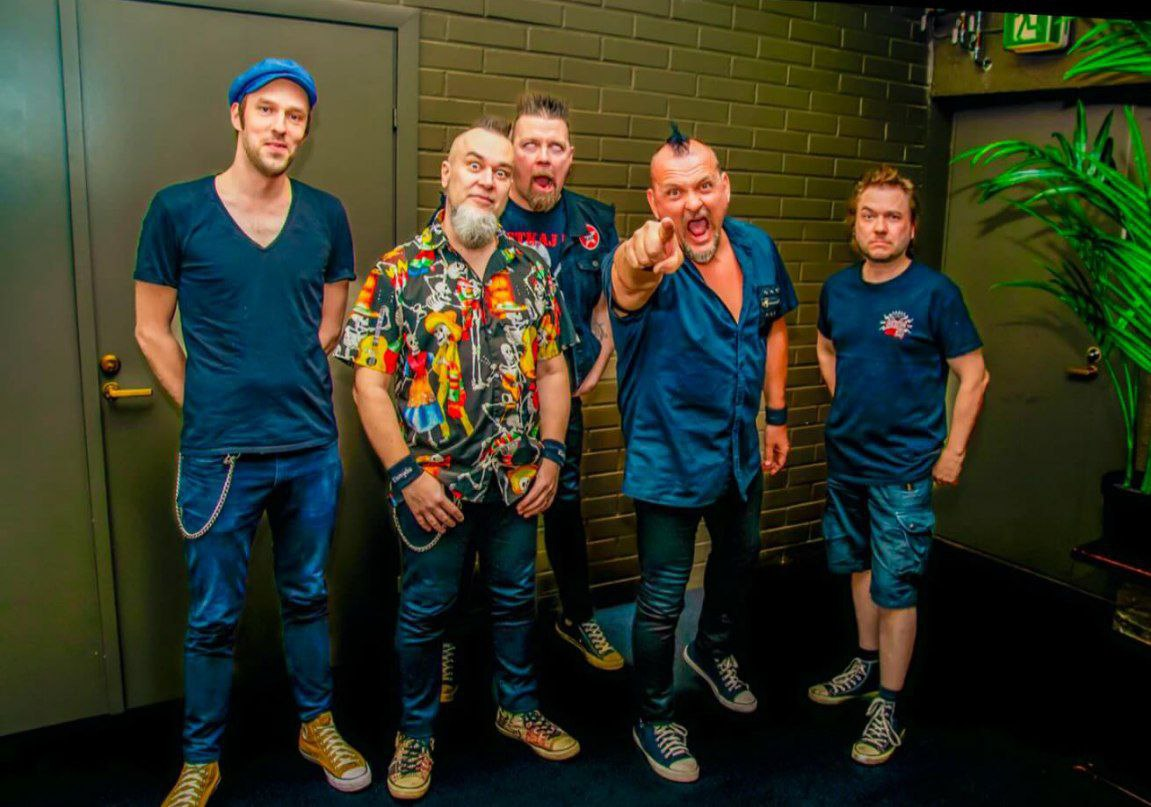
Состав группы (2024-нынешнее время)
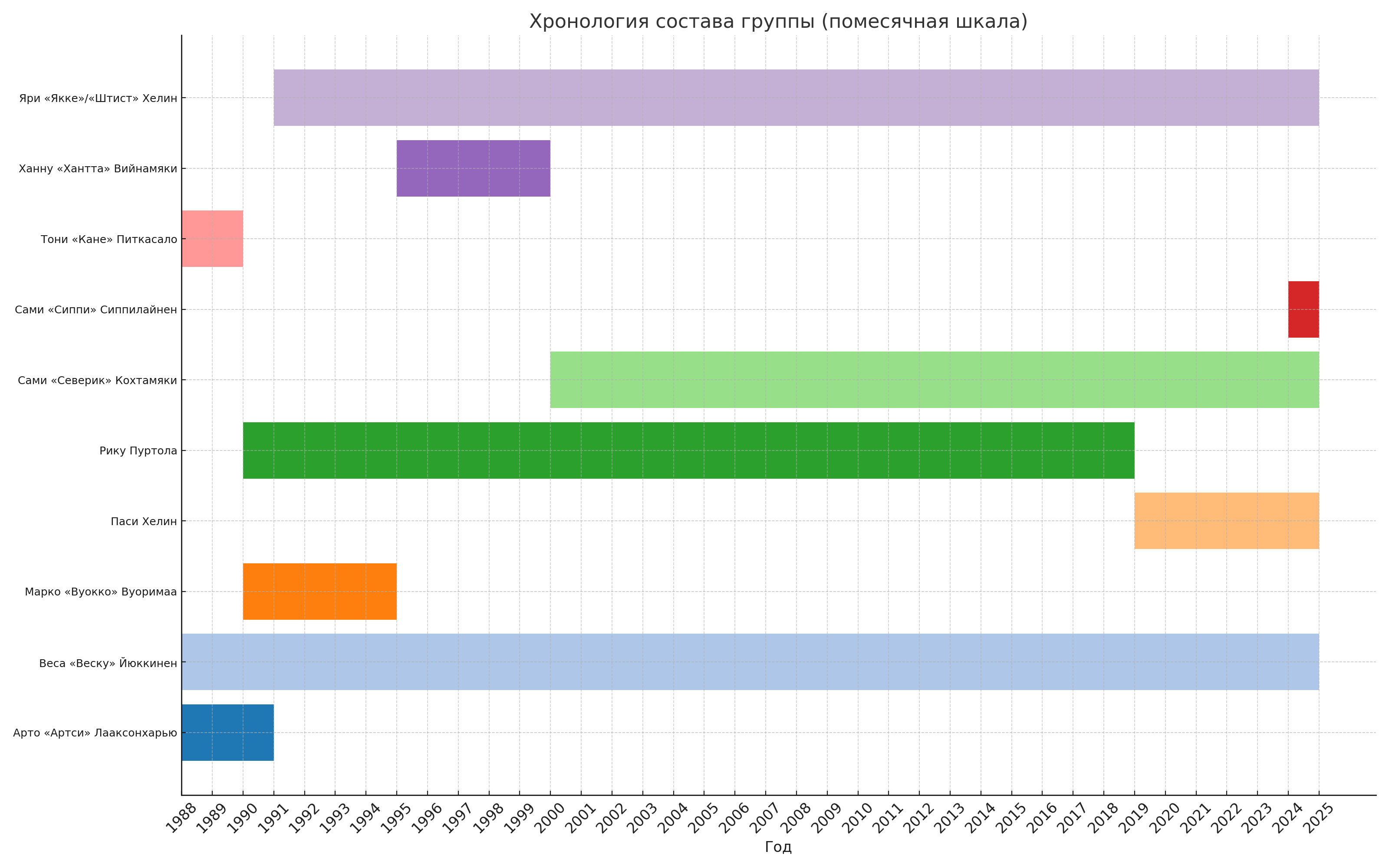
Как менялся состав группы

### 1988—1990
- Веса «Веску» Йокинен (вокал, гитара)
- Арто «Артси» Лааксонхарью (бас-гитара)
- Тони «Капе» Питкясало (барабан)

### 1990—1991
- Веса «Веску» Йокинен (вокал)
- Марко «Вуокко» Вуоримаа (гитара)
- Арто «Артси» Лааксонхарью (бас-гитара)
- Рику Пуртола (барабан)

### 1991—1995
- Веса «Веску» Йокинен (вокал)
- Марко «Вуокко» Вуоримаа (гитара)
- Яри «Якке»/«Шитси» Хелин (бас-гитара)
- Рику Пуртола (барабан)

### 1995—2000
- Веса «Веску» Йокинен (вокал)
- Яри «Якке»/«Шитси» Хелин (гитара)
- Ханну «Хантта» Вийнамяки (бас-гитара)
- Рику Пуртола (барабан)

### 2000—2019
- Веса «Веску» Йокинен (вокал)
- Яри «Якке»/«Шитси» Хелин (гитара)
- Сами «Севери» Кохтамяки (бас-гитара)
- Рику Пуртола (барабан)

### 2019—2024
- Веса «Веску» Йокинен (вокал)
- Яри «Якке»/«Шитси» Хелин (гитара)
- Сами «Севери» Кохтамяки (бас-гитара)
- Паси Хелин (барабан)

### 2024—нынешнее время
- Веса «Веску» Йокинен (вокал)
- Яри «Якке»/«Шитси» Хелин (гитара)
- Саму «Силтту» Силланпяя (гитара)
- Сами «Севери» Кохтамяки (бас-гитара)
- Паси Хелин (барабан)

## Дискография

### Альбомы
- Älpee (1989)
- Tres hombres (сборник, CD & LP, 1991)
- Los celibatos (CD & LP, 1991)
- Pää kiinni painajainen (CD & LP, 1992)
- Masturbaatio ilman käsiä (1993)
- Kötinää! (live, 1994)
- Tippurikvartetti (1994)
- Himmel achtung perkele (LP, 1994)
- Siittiöt sotapolulla (CD & LP, 1995)
- Klamydia и Die Schwarzen Schafe: Split LP (1995)
- Lahjattomat (сборник, 1996)
- Klamydia и Die Lokalmatadore: Kipsi (CD & LP, 1996)
- Klamysutra (CD & LP, 1996)
- Tango delirium (CD & LP, 1997)
- Klamytologia (сборник, 3 CD, 1998)
- ...ja käsi käy (live, 1999)
- Zulupohjalta (1999)
- Klamytapit (2001)
- Punktsipum (2002)
- Piikkinä lihassa (сборник, 2003)
- Urpojugend (2004)
- Tyhmyyden ylistys (2005)
- Klamydia (2007)
- Rujoa taidetta (2009)
- Loputon Luokkaretki (2011)
- XXV (2013)
- Antisupersankarit (2016)
- Aikuisilta kielletty (2018)
- Hiljainen pöytä läheltä orkesteria (2021)
- Mörkö koneistossa (2025)

### EP
- Heja grabbar (1989)
- ...ja tauti leviää (1989)
- Heppi keippi (1989)
- DSS (1990)
- Säynäväynäviä (1991)
- Hihhulit tuloo (1991)
- I really hate you (1991)
- Lahja (1992)
- Huono-EP (1993)
- Saksaa tulee takaapäin (1994)
- Huipulla tuulee-EP (1994)
- L.A.M.F.-Split EP (1995)
- Perseeseen (1997)
- Onnesta soikeena (1998)
- Snapsin paikka-EP (2000)
- Ryssä mun leipääni syö (2000)
- Ookko tehny lenkkiä? (2002)
- Suomi on sun-EP (2002)
- Seokset-EP (2003)
- Ne jää jotka jää-EP (2007)
- Miljoonan kilsan tennarit-EP 7" (2009)
- Kingi ja kuusipuu (2017)
- Näsinneula näkyy (2022)

### CD-синглы и мини-CD
- Huipulla tuulee (1994)
- Arvon (lisäveron) mekin ansaitsemme (1995)
- Saksaan (1995)
- Narkkarirakkautta (1995)
- Pala rauhaa (1996)
- Perseeseen (1997)
- Kosketus (1997)
- Onnesta soikeena (1998)
- Letoisa Lewinsky (1999)
- Snapsin paikka (2000)
- Ryssä mun leipääni syö (2000)
- Koomikko tahtomattaan (2001)
- Ookko tehny lenkkiä? (2002)
- Suomi on sun (2002)
- Seokset (2003)
- Kujanjuoksu (2003)
- Promillepuheluita (интернет-сингл, 2005)
- Pienen pojan elämää (2005)
- Lohikäärme Puff (2005)
- Pohjanmaalla (интернет-сингл, 2007)
- Ne jää jotka jää (2007)
- Rujoa taidetta (интернет-сингл, 2008)
- Miljoonan kilsan tennarit (2009)
- Haaveet elättää (2010)
- Suomalainen tarina (2011)
- Pelasta (radio single, 2011)
- Kaikki hyvä (radio single, 2011)
- Poika pysyy suomessa (2012)
- Älä pelkää (2013)
- Ripota mun tuhkani Kyrönjokeen (2013)
- Tervetuloa helvettiin (2014)
- Pyyntö (2016)
- Känni-ääliön paluu (2016)
- Koomikon kyyneleet (2016)
- Saappaat jalassa (2017)
- Sääntö-Suomi (2018)
- Se on koronaa (2020)
- Joulu piritalossa (2020)
- Outo aika (2021)
- Sydämessä mukana (2021)
- Pieni suuri elämä (2021)
- Muuttumaton (2024)

### DVD
- Klamydia Rockperry Live 2003 (2003)
- Usvaputki (2008)

### Видеоклипы
- «Pilke silmäkulmassa»
- «Pala rauhaa»
- «Sytkäri»
- «Kosketus»
- «Laiskat ja pulskeat»
- «Negatiivisemman ajattelun ryhmä»
- «Ookko tehny lenkkiä?»
- «Eihän euroviisuihin?»
- «Pienen pojan elämää»
- «Pohjanmaalla»
- «Rujoa taidetta»
- «Ajolähtö»